# Quyền LGBT ở Brunei
Quyền đồng tính nữ, đồng tính nam, song tính và chuyển giới ở Brunei phải đối mặt với những thách thức pháp lý mà những người không phải LGBT không gặp phải. Đồng tính luyến ái là bất hợp pháp ở Brunei. Kể từ ngày 6 tháng 5 năm 2019, quan hệ tình dục giữa nam giới sẽ không còn bị trừng phạt bằng cái chết bằng cách ném đá trong khi những người giữa phụ nữ bị trừng phạt bằng cách đòn roi hoặc cầm tù.
OutRight Action International đã mô tả Brunei là "quốc gia có tình trạng quyền lợi đáng lo ngại nhất đối với người LGBT ở Đông Nam Á". Người LGBT Brunei cảm thấy cần phải giữ kín đáo về xu hướng tình dục của họ.
The Brunei Project, được thành lập vào năm 2015, tìm cách thúc đẩy quyền con người, bao gồm tự do tôn giáo, tự do ngôn luận và quyền LGBT, tại Brunei thông qua phương tiện truyền thông xã hội. Nhóm đã tổ chức một sự kiện cộng đồng tư nhân vào năm 2016, kỷ niệm ngày quốc tế chống kì thị đồng tính đầu tiên của Brunei.

## Tính hợp pháp của hoạt động tình dục đồng giới
Trước pháp luật hiện hành, đồng tính luyến ái là bất hợp pháp và bị phạt tới 10 năm tù, bất kể hành vi đó có được thực hiện riêng tư và đồng thuận hay không. Vào năm 2014, Brunei tuyên bố sẽ bắt đầu áp dụng luật Sharia. Nó đã được lên kế hoạch ban hành vào ngày 3 tháng 4 năm 2019. Diễn viên người Mỹ George Clooney đã viết một bức thư ngỏ kêu gọi tẩy chay Quốc vương Brunei khách sạn, bao gồm Khách sạn Beverly Hills và Khách sạn Bel-Air.
Khi việc chuyển sang Luật Sharia được công bố, Liên Hợp Quốc kêu gọi Brunei xem xét lại luật pháp của mình trong lĩnh vực này, được nhiều cơ quan truyền thông mô tả là "thời trung cổ", "thiếu văn minh" và "trở lại thời kỳ đồ đá". Việc thực hiện của họ đã bị trì hoãn cho đến tháng 4 năm 2019, sau khi Quốc vương tuyên bố rằng những luật này nên được coi là "hướng dẫn đặc biệt" từ Thượng đế. Quan hệ tình dục giữa những người đàn ông bị trừng phạt qua cái chết bằng cách ném đá nếu họ thừa nhận hoặc bị bốn nhân chứng nhìn thấy khi làm như vậy. Quan hệ tình dục giữa phụ nữ sẽ bị trừng phạt bằng cách bị đả kích 40 lần bởi đòn roi hoặc phạt tù tối đa 10 năm.
Người LGBT, cũng như các nhóm thiểu số Kitô giáo và Phật giáo, đã được các nhà hoạt động nhân quyền quốc tế khuyên nên giữ kín đáo trong nước. Bất cứ ai bị bắt "làm mờ hình ảnh Hồi giáo" đều bị trừng phạt nặng nề.
Vào ngày 11 tháng 3 năm 2015, một công chức đã bị phạt 1000 đô la Brunei theo Lệnh Bộ luật Hình sự Syariah vì tội mặc quần áo không đúng với giới tính của mình.
Vào tháng 5 năm 2019, chính phủ Brunei đã quay trở lại trong việc thực thi các luật lệ sẽ có hành vi đồng tính luyến ái và ngoại tình với cái chết bằng cách ném đá. Được biết, Brunei đã đưa ra quyết định này sau khi lên án quốc tế.

## Quyền của người chuyển giới
Brunei không cho phép thay đổi tên hoặc giới tính của một người trên các tài liệu chính thức. chuyển đổi giới tính không được phép.
Vào ngày 11 tháng 3 năm 2015, một công chức đã bị phạt $1000 đô la Brunei theo Lệnh Bộ luật Hình sự Syariah vì tội mặc quần áo không đúng với giới tính của mình.

## Điều kiện sống
Cộng đồng LGBT ở Brunei rất bí mật và bí mật. Xã hội Brunei có xu hướng liên kết đồng tính luyến ái với "đàn ông ẻo lả".
Năm 2011, các học giả tại Đại học Brunei đã thực hiện một nghiên cứu chính thức về người đồng tính ở Brunei. Nghiên cứu đã minh họa cách những người đồng tính ở Brunei chọn cách im lặng và kín đáo về xu hướng tình dục của họ. Các nhà nghiên cứu chỉ có thể tìm thấy 29 người trả lời LGBT, một số người là người nước ngoài.

## Báo cáo nhân quyền

### Báo cáo của Bộ Ngoại giao Hoa Kỳ 2017
Năm 2017, Bộ Ngoại giao Hoa Kỳ đã báo cáo như sau, liên quan đến tình trạng quyền LGBT ở Brunei:
Hành vi bạo lực, phân biệt đối xử và các hành vi lạm dụng khác dựa trên xu hướng tính dục và bản dạng giới
"Luật thế tục hình sự hóa hành vi giao cấu xác thịt đối với trật tự tự nhiên. Vào tháng 7 Chương 22 của Bộ luật hình sự đã được sửa đổi để tăng mức án tối thiểu cho hành vi giao cấu như vậy trong khoảng từ 20 đến 50 năm tù giam. Việc sửa đổi chủ yếu được áp dụng trong các trường hợp hãm hiếp hoặc lạm dụng trẻ em trong đó cả kẻ tấn công và nạn nhân đều là nam giới, bởi vì luật pháp hiện hành chỉ bao gồm hành vi tấn công phụ nữ bởi một người đàn ông. SPC cấm Liwat (giao hợp qua đường hậu môn) giữa đàn ông hoặc giữa một người đàn ông và một người phụ nữ không phải là vợ của anh ta. Nếu được thực thi, luật này sẽ áp đặt cái chết bằng cách ném đá. SPC cũng cấm đàn ông ăn mặc như phụ nữ hoặc phụ nữ ăn mặc như đàn ông, mà không có lý do hợp lý, hay vì mục đích vô đạo đức. Không có kết án nào trong năm.
 Các thành viên của cộng đồng đồng tính nữ, đồng tính nam, song tính, chuyển giới và liên giới tính (LGBTI) đã báo cáo sự phân biệt đối xử không chính thức và xã hội trong việc làm công cộng và tư nhân, nhà ở, giải trí và trong việc nhận các dịch vụ bao gồm giáo dục từ các thực thể nhà nước. Các cá nhân LGBTI đã báo cáo sự đe dọa của cảnh sát, bao gồm các mối đe dọa để công khai giới tính của họ, cản trở khả năng của họ để có được một công việc của chính phủ, hoặc để tốt nghiệp từ các tổ chức học thuật của chính phủ. Các thành viên của cộng đồng LGBTI báo cáo chính phủ đã theo dõi các hoạt động và truyền thông của họ. Các sự kiện về chủ đề LGBTI đã bị hạn chế về lắp ráp và thể hiện. Cộng đồng LGBTI báo cáo rằng chính phủ sẽ không cấp giấy phép cho các sự kiện như vậy."

## Bảng tóm tắt
| Hoạt động tình dục đồng giới hợp pháp                                                                                       | (Hình phạt: Án tử hình đối với đàn ông, nhà tù hoặc đòn roi dành cho phụ nữ) |
| Độ tuổi đồng ý | No                                                                           |
| Luật chống phân biệt đối xử trong việc làm                                                                                  | No                                                                           |
| Luật chống phân biệt đối xử trong việc cung cấp hàng hóa và dịch vụ                                                         | No                                                                           |
| Luật chống phân biệt đối xử trong tất cả các lĩnh vực khác (bao gồm phân biệt đối xử gián tiếp, ngôn từ kích động thù địch) | No                                                                           |
| Hôn nhân đồng giới | No                                                                           |
| Công nhận các cặp đồng giới                                                                                                 | No                                                                           |
| Con nuôi của các cặp vợ chồng đồng giới                                                                                     | No                                                                           |
| Con nuôi chung của các cặp đồng giới                                                                                        | No                                                                           |
| Người LGBT được phép phục vụ trong quân đội                                                                                 | No                                                                           |
| Quyền thay đổi giới tính hợp pháp                                                                                           | No                                                                           |
| Truy cập IVF cho đồng tính nữ                                                                                               | No                                                                           |
| Làm cha mẹ tự động cho cả hai vợ chồng sau khi sinh                                                                         | No                                                                           |
| Mang thai hộ thương mại cho các cặp đồng tính nam                                                                           | No                                                                           |
| NQHN được phép hiến máu | [ 16 ]                                                                       |